# ストールン・モーメンツ
『ストールン・モーメンツ』 (Stolen Moments) は、アメリカ人ギタリストのリー・リトナーが1990年にGRPレコードから発表した音楽アルバムである。同作はビルボード誌のジャズ・チャートで3位を記録した。

## 収録曲
1. "アップタウン" "Uptown" (Lee Ritenour) - 6:40
2. "ストールン・モーメンツ" "Stolen Moments" (オリヴァー・ネルソン) - 6:36
3. "24th ストリート・ブルース" "24th Street Blues" (Lee Ritenour) - 5:23
4. "ハウンテッド・ハート" "Haunted Heart" (アーサー・シュワルツ, Howard Dietz) - 4:53
5. "ワルツ・フォー・カルメン" "Waltz for Carmen" (Lee Ritenour, Mitch Holder) - 6:23
6. "セイント・バーツ" "St. Bart's" (Lee Ritenour) - 4:06
7. "ブルー・イン・グリーン" "Blue in Green" (マイルス・デイヴィス) - 8:00
8. "サムタイム・アゴー" "Sometime Ago" (Sergio Mihanovich) - 4:05

## パーソネル（参加ミュージシャン）
- リー・リトナー(Lee Ritenour) – エレクトリック・ギター (ギブソン L-5)
- アラン・ブロードベント(en:Alan Broadbent) - アコースティックピアノ、フェンダーローズ・ピアノ(6)
- ミッチ・ホルダー(Mitch Holder) – アコースティック・ギター (5, 6)
- ジョン・パティトゥッチ(John Pattitucci) – アコースティック・ベース
- ハーヴィー・メイソン(Harvey Mason) – ドラム
- アーニー・ワッツ(Ernie Watts) – テナー・サクソフォーン (1-3, 5-8)

### 制作スタッフ
- デイヴ・グルーシン(Dave Grusin) – GRP 統括プロデューサー
- ラリー・ローゼン(en:Larry Rosen) – GRP 統括プロデューサー
- Hiroshi Aono – JVC(日本ビクター) 統括プロデューサー
- Takashi Misu – JVC 統括プロデューサー
- リー・リトナー – プロデューサー, アレンジメント
- Don Murray – エンジニア, ミキシング
- Mike Kloster – レコーディングアシスタント
- Robert Vosgien – CMSデジタル社 (カリフォルニア州 パサデナ) デジタル編集
- Wally Traugott – マスタリング at Capitol Studios (Hollywood, California)
- Andy Baltimore – クリエイティブ・ディレクション
- David Gibb – グラフィックデザイン
- Jacki McCarthy – グラフィックデザイン
- Andy Ruggirello – グラフィックデザイン
- Dan Serrano – グラフィックデザイン
- Susan Silton – カヴァーデザイン
- Hiedo Oida – 写真撮影
- Max Fields – 衣装
- レナード・フェザー(Leonard Feather) – ライナーノーツ

## チャート成績
| 年   | 部門                    | 順位 |
| ---- | ----------------------- | ---- |
| 2016 | Traditional Jazz Albums | 3    |